# كينو كابريرا
كينو كابريرا (بالإسبانية: Francisco Cabrera Guinovart)‏ هو لاعب كرة قدم إسباني في مركز الوسط، ولد في 5 مارس 1971 في مالقة في إسبانيا. لعب مع ريكرياتيفو ونادي بطليوس ونادي قادش ونادي ليفينغستون ونادي مالقا.

## وصلات خارجية
- كينو كابريرا على موقع قاعدة بيانات كرة القدم.إي يو (الإنجليزية)
- كينو كابريرا على موقع Soccerbase.com (لاعب) (الإنجليزية)